# Coup d'État de 2014 en Thaïlande
Le coup d'État de 2014 en Thaïlande est un putsch déclenché par Prayuth Chan-ocha, commandant en chef de l'Armée royale thaïlandaise. Le 22 mai 2014, alors que le pays traverse une crise politique depuis plusieurs mois, la junte militaire renverse le gouvernement provisoire dirigé par le Premier ministre par intérim Niwatthamrong Boonsongpaisan. Celui-ci a remplacé Yingluck Shinawatra, destituée le 6 mai par la Cour constitutionnelle de Thaïlande.

## Contexte

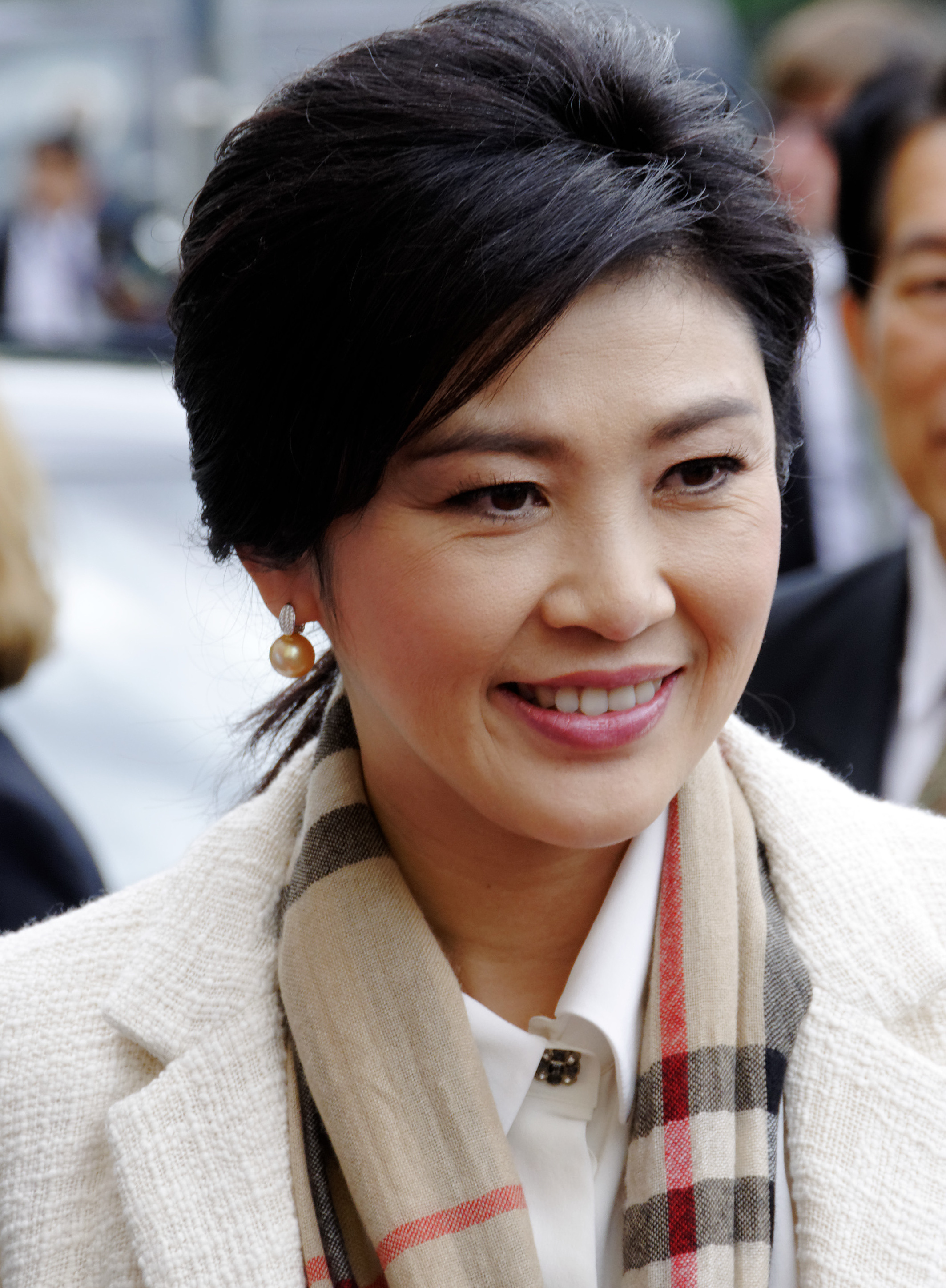
Yingluck Shinawatra en 2012.

Yingluck Shinawatra, tête de liste du parti Pheu Thai, remporte les élections législatives de 2011 et est nommée premier ministre de Thaïlande. Elle est la sœur de l'ancien premier ministre Thaksin Shinawatra, renversé par le coup d'État de septembre 2006. Celui-ci, qui a quitté le pays, est condamné par contumace en 2008 pour des malversations financières.
À partir de novembre 2013, la Thaïlande traverse une crise politique provoquée par un projet de loi d'amnistie voté par les députés puis rejeté à l'unanimité par le Sénat. Le départ de Yingluck Shinawatra est réclamé lors de violentes manifestations,. Des affrontements opposent les « chemises jaunes » du PAD (en) opposées à Shinawatra et les « chemises rouges » de l'UDD, qui la soutiennent. Ils continuent après la dissolution du Parlement et l'annonce, en décembre 2013, de prochaines élections. Les manifestants du PAD estiment que la première ministre perpétue le « système Thaksin » instauré en son temps par son frère aîné.
Accusée de corruption et d'abus de pouvoir, Yingluck Shinawatra témoigne le 6 mai 2014 devant la Cour constitutionnelle. Elle est reconnue coupable et destituée dès le lendemain. Le ministre du Commerce, Niwattumrong Boonsongpaisan, est nommé premier ministre par intérim. Après l'invalidation des élections de février, un nouveau scrutin est prévu pour le mois de juillet.

## Déroulement du putsch
Le 20 mai 2014, le général Prayuth Chan-ocha, commandant en chef de l'Armée royale thaïlandaise, instaure la loi martiale. L'armée organise des pourparlers entre représentants des deux factions rivales afin de mettre fin aux troubles, dont le bilan s'élève à 28 morts,.
Le 22, lors d'une annonce télévisée, Prayuth Chan-ocha revendique un coup d'État déclenché « pour que le pays revienne à la normale ». Il suspend la Constitution de la Thaïlande. Une junte, dénommée Conseil national pour la paix et le maintien de l'ordre, prend le contrôle des médias pour assurer la « fiabilité des informations ». Les rassemblements de plus de cinq personnes sont interdits. L'armée déployée dans Bangkok disperse les manifestants soutenant la première ministre, ainsi que ses opposants. Yingluck Shinawatra fait partie des 155 personnalités interdites de sortie de territoire par la junte militaire. Le 24, la junte dissout le Sénat.
Dans un contexte où l'opposition conservatrice, représentée par le Parti démocrate, a été défaite à toutes les élections depuis 2001 (2005, 2006, 2007, 2011 et 2014) par le parti populiste Pheu Thai et son prédécesseur Thai rak Thai, tandis que le gouvernement renversé bénéficie du soutien de la majorité de la population, le coup d’État vise notamment à modifier la Constitution pour instaurer un Parlement et un gouvernement dont une grande partie des membres ne seraient plus élus, mais nommés. 

## Réactions internationales
En mai 2014, le putsch est condamné par la communauté internationale. Parmi les responsables appelant à un retour de la démocratie en Thaïlande figurent le secrétaire général de l'ONU Ban Ki-moon, une porte-parole de la représentante de l'Union européenne pour les Affaires étrangères Catherine Ashton et le secrétaire d'État américain John Kerry. Des déclarations allant dans le même sens sont publiées par l'Allemagne, la France et le Royaume-Uni, ainsi que des pays d'Asie comme le Japon et Singapour. Les ministres des Affaires étrangères de Chine et de Russie déclarent espérer une résolution pacifique de la situation en Thaïlande,. En Asie, le Cambodge et le Laos sont les deux premiers pays à accueillir des réfugiés politiques thaïlandais.

## Suites du coup d'État

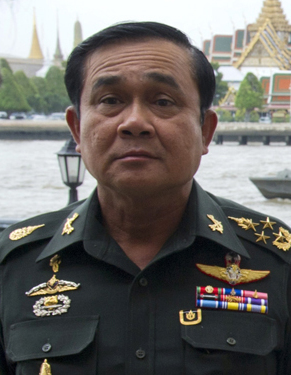
Prayuth Chan-ocha.

La junte doit faire face à quelques manifestations d'opposants au coup d'État, mais est soutenue par la bourgeoisie de Bangkok. En juillet 2014, le roi Bhumibol Adulyadej, qui règne sous le nom de Rama IX, approuve une constitution provisoire qui octroie de larges pouvoirs aux militaires. Le mois suivant, les 200 membres de l'Assemblée nationale législative sont directement désignés par la junte. Le général Prayuth Chan-ocha, qui était le seul candidat, est élu au poste de Premier ministre. Un gouvernement provisoire doit diriger le pays jusqu'à la tenue d'élections, prévues pour l'année suivante,. La junte militaire souhaite désigner un conseil chargé de mettre en place des réformes constitutionnelles. Un « filtrage » des candidats est envisagé afin de diminuer le poids électoral du Pheu Thai, le parti de Shinawatra, qui remporte régulièrement les élections,.
Une nouvelle constitution donnant davantage de pouvoirs à la junte est adoptée en 2016. Elle accorde à l'armée le pouvoir de nommer l’intégralité des membres du Sénat et élargit les possibilités de nomination du Premier ministre, qui ne doit désormais plus être issu du Parlement, facilitant ainsi la nomination d’un militaire.